# Teodora de Hesse-Darmstadt
Maria Teodora Teresa de Hesse-Darmstadt (em alemão: Maria Theodora Theresia von Hessen-Darmstadt; Viena, 6 de fevereiro de 1706 – Parma, 23 de janeiro de 1784) foi esposa de Antônio Ferrante Gonzaga, Duque de Guastalla e Duquesa Consorte de Guastalla de 1727 até a morte do marido em 1729.

## Biografia
Nascida em Viena como uma princesa alemã de Hesse-Darmstadt, Teodora era a segunda filha, única menina, do conde Filipe de Hesse-Darmstadt e da princesa Maria Teresa de Croÿ. Ela era uma neta de Luís VI, Conde de Hesse-Darmstadt.
Em sua juventude, Teodora foi seriamente considerada como candidata a mão do rei Luís XV de França. Ela estava em uma lista organizada pelo Duque de Bourbon de 99 princesas elegíveis para Luís XV, de 15 anos, após seu noivado com a infanta espanhola Mariana Vitória de Bourbon ter sido rompido. Todavia, sua religião luterana e os rumores acerca de seu nascimento fizeram a corte francesa abandonar quaisquer planos matrimoniais.
Em 23 de fevereiro de 1727, casou-se com Antônio Ferrante Gonzaga, Duque de Guastalla em Mântua tornando-se "Duquesa de Guastalla". O casal não teve filhos. Essa união foi muito significativa, pois simbolizava o entrelaçamento entre os grandes proprietários fundiários da Mântua e a aristocracia do Sacro Império Romano-Germânico. Entretanto, Antônio morreu em 16 de abril de 1729 em um incêndio, e seu irmão mais novo, José Maria Gonzaga, herdou o ducado. Após a morte do marido, Teodora adotou o título de "Duquesa Viúva de Guastalla".
Em 25 de fevereiro de 1740, Teodora foi recebida por uma delegação do Conselho Municipal de Augsburg na pousada Drei Mohren. Ela providenciou para que o estalajadeiro realizasse bailes de máscaras, garantindo permissão para dois desses eventos em fevereiro de 1740 e janeiro de 1752. Ela visitou Augsburg novamente em 10 de junho de 1746, mais uma vez recebendo as boas-vindas do conselho municipal, desta vez na residência de seu irmão, o Príncipe-bispo de Augsburg, onde estava hospedada. Presume-se que ela sempre residia com ele durante suas visitas a Augsburg, em vez de estabelecer-se independentemente. Essa suposição decorre das leis de Augsburg, que restringiam a aquisição de propriedades aos cidadãos da cidade, a qual Teodora não era. Além disso, nenhuma evidência sugere que ela tenha adquirido residência ou cidadania em Augsburg, o que teria sido necessário para estadias prolongadas.
Durante seus últimos anos Teodora enfrentou dificuldades financeiras. Em maio de 1771, Teodora obteve um empréstimo de 1.850 sequins romanos (81.400 liras de Mântua) com um acordo de resgate anual da empresa Moisè Coen, oferecendo algumas joias de família como penhor. Infortúnios hereditários não permitiram que ela resgatasse os itens preciosos e o pedido de extensão do credor, que lhe rendeu apenas uma extensão de dois meses, obrigou-a vender as joias que restavam.

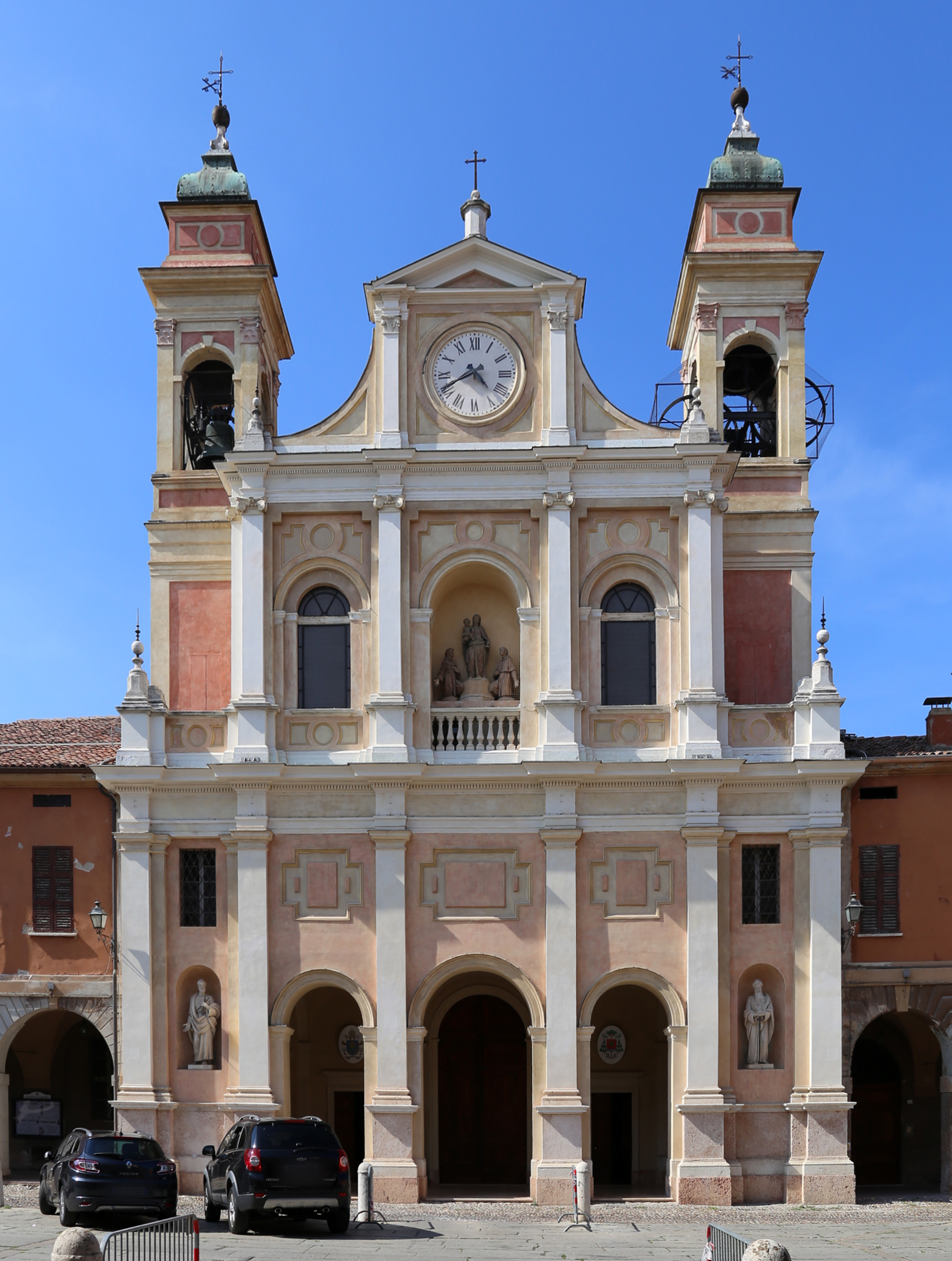
Catedral de Guastalla

Teodora morreu em Parma em 23 de janeiro de 1784 aos 77 anos. Duas lápides a homenageiam dentro da Catedral de Guastalla, perto do altar da Beata Vergine delle Grazie em frente ao qual ela foi enterrada: a primeira, de 1773, construída em reconhecimento aos grandes benefícios que obteve para as igrejas de Guastalla; e a segunda, de 1784, encomendada por seu primo, o Duque de Havré.